# Hylyphantes
Hylyphantes és un gènere d'aranyes araneomorfes de la subfamília Erigoninae, dins de la família Linyphiidae. Fou descrit per primera vegada per Eugène Louis Simon l'any 1884.
És sinònim del gènere Erigonidium Smith, 1904

## Característiques
Es diferencia dels gèneres relacionats per un parell de conductes copuladors en espiral a la femella, que coincideixen amb un èmbol turbinat en el mascle.Els dos sexes són semblants en aparença; el mascle no té modificacions.

## Distribució
Es pot trobar a la zona paleàrtica i el Sud-est d'Àsia.

## Llista d'espècies
Segons The World Spider Catalog 12.0:
- Hylyphantes birmanicus (Thorell, 1895)
- Hylyphantes geniculatus El teu & Li, 2003
- Hylyphantes graminicola (Sundevall, 1830)
- Hylyphantes nigritus (Simon, 1881) (Espècie tipus)
- Hylyphantes spirellus El teu & Li, 2005
- Hylyphantes tanikawai Ono & Saito, 2001